# Sematophyllum helenicum
Sematophyllum helenicum är en bladmossart som beskrevs av Mitten in Melliss 1875. Sematophyllum helenicum ingår i släktet Sematophyllum och familjen Sematophyllaceae. Inga underarter finns listade i Catalogue of Life.